# Boletus pallidus
Boletus pallidus es una especie de hongo boleto comestible de la familia Boletaceae. Fue descrito por primera vez en 1874 por Charles Christopher Frost 1874. Se le encuentra asociado al  haya mexicana (Fagus mexicana) en el estado de Hidalgo, México en 2010.